# ویگوکس
ویگوکس (به فرانسوی: Vigoux) یک کمون در فرانسه است که در اندر واقع شده‌است. ویگوکس ۳۷٫۵۱ کیلومتر مربع مساحت و ۴۶۸ نفر جمعیت دارد و ۲۱۱ متر بالاتر از سطح دریا واقع شده‌است.